# Rahula

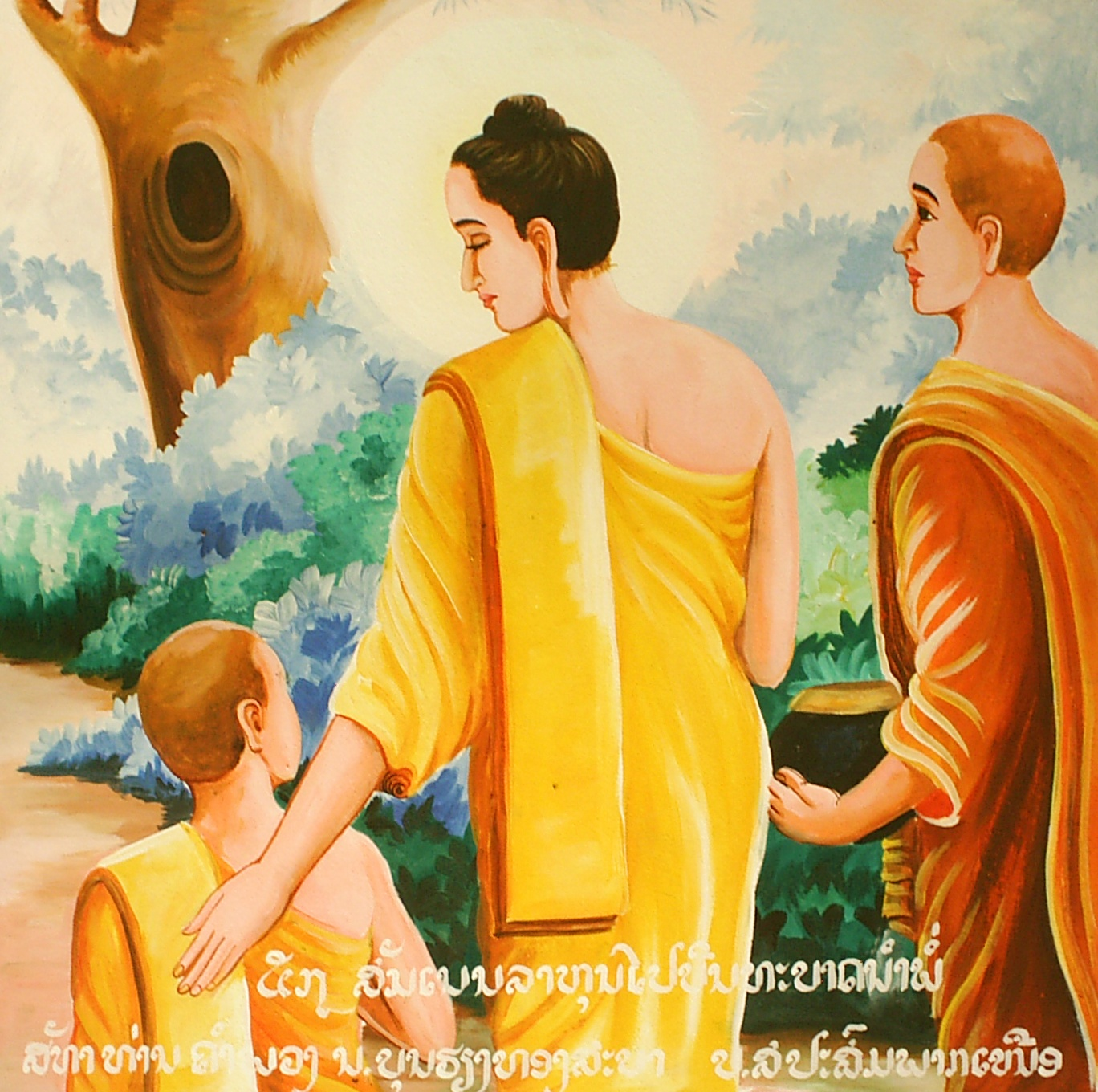
Buda con Rahula

Este artículo trata sobre el hijo del Buda Gautama. Para la localidad estonia, véase Rahula (Saku).
Rāhula (n. 534 a. C.) fue el hijo único de Siddhartha Gautama, quien fuera conocido más tarde como Buda, y la princesa Yasodharā.

## Vida

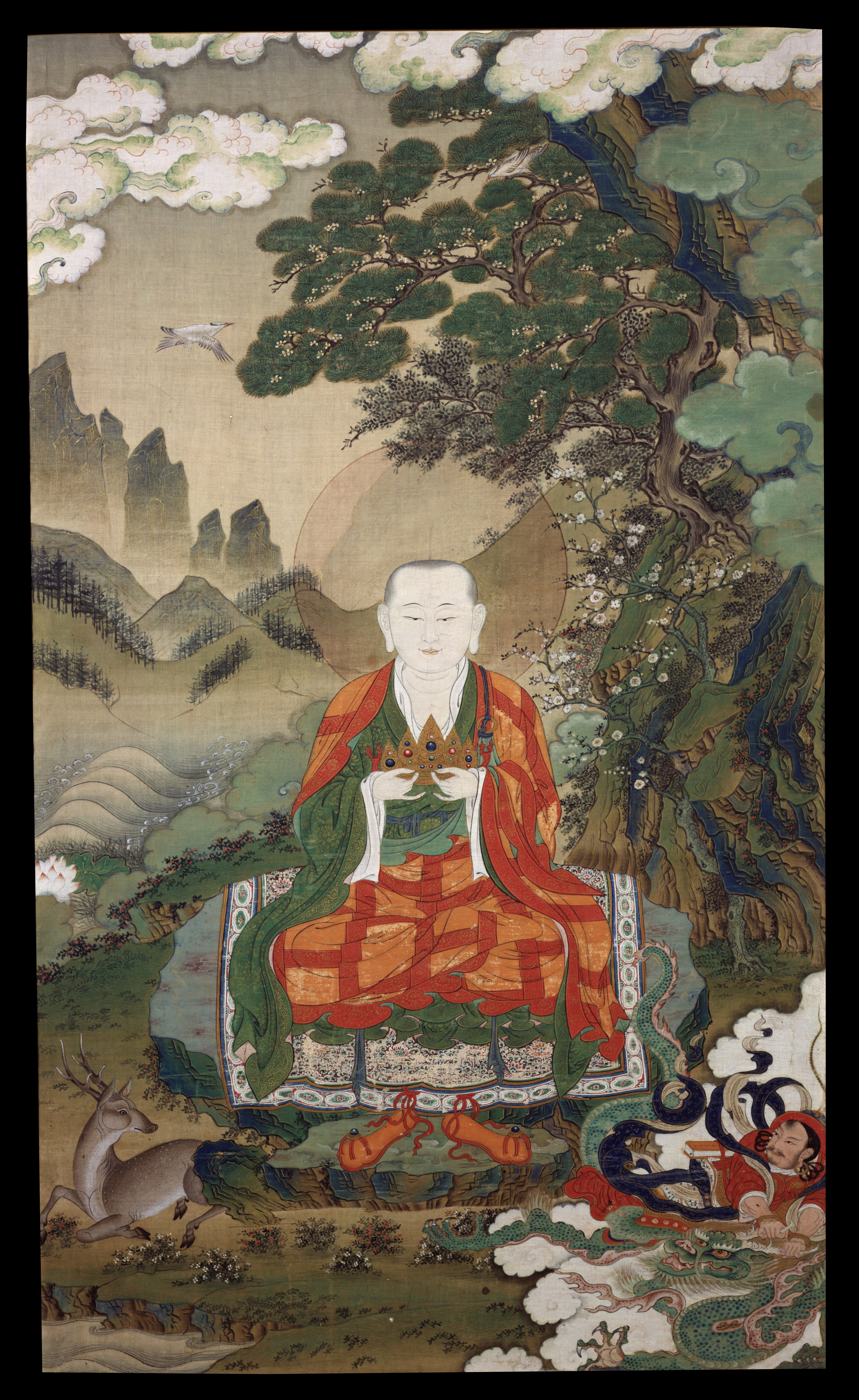
Rahula

Los relatos de su vida difieren en algunos puntos. Lo siguiente es como figura en el Canon Pali.
Se cuenta que, cuando el príncipe Siddhartha se preparaba para abandonar el palacio, recibió la noticia del nacimiento de su hijo y que contrariado por el suceso respondió:
-Rāhu jāto, bandhanam jātam. (Un rāhu ha nacido. Ha surgido una traba.)
En consecuencia, el niño fue llamado Rāhula, que significa "traba" o "impedimento", reconociendo de esta manera que el niño podría ser un lazo que le atara a su esposa Yashodhara, un enlace que podía impedirle la búsqueda de la iluminación. Sin embargo, otros creen que Rāhu no significa "traba" en ese sentido.
El segundo relato que se encuentra en el Mūlasarvāstivāda Vinaya, cuenta que Rāhula recibió su nombre debido a un eclipse lunar, según la creencia hinduista de que los eclipses eran causados por el demonio Rahu. En Japón se le llama Ragora (罗睺罗).
Apoyando al primer enunciado, en el Dhammapada, el placer y la alegría que un hombre recibe de su esposa e hijos se describe como "traba blanda" ya que la misma une a los individuos a la vida y el sufrimiento, no solo a través de la eventual pérdida y la separación de los seres queridos, sino de una manera más profunda y sutil pudiendo actuar como vínculo en el ciclo de nacimientos, el samsara.
Rāhula fue criado por su madre y su abuelo, el rey Suddhodana. Cuando Rāhula tenía siete años preguntó por su padre. En ese tiempo Buda había renovado las relaciones con su familia y visitaba con regularidad el palacio.
En una de esas visitas, Yasodhara llevó a Rāhula ante Buda para que ambos se conocieran y él le cediera la herencia a su hijo, por ser el próximo príncipe real en línea directa. Yasodhara esperaba que Buda le transfiriera formalmente todos sus derechos a su hijo.
Después de comer juntos, Rāhula siguió a Buda diciéndole: "Dame mi herencia." Nadie trató de detenerlo y Buda no le impidió que siguiera acosándolo. Sin embargo, decidió no entender la solicitud que su hijo le exigía de la manera en que lo había previsto Yasodhara.
El único linaje que podía ofrecerle era el de la sabiduría y la compasión, porque la otra herencia ya no le pertenecía. Por lo tanto si le daba el beneficio de la iluminación espiritual lo haría dueño de una herencia transcendental. Buda llamó al Venerable Sariputra y le pidió que ordenara a Rāhula, quien se convirtió así en el primer samanera (monje novicio).
"El rey se enojó mucho cuando descubrió que tanto su nieto como un grupo de jóvenes de la familia real habían solicitado la ordenación. Buda vio la desazón que llenaba el corazón de su padre y en ese momento decidió que en el futuro no daría la ordenación a ningún muchacho sin contar antes con la aprobación de sus padres o tutores. Esta norma se amplió para incluir también a los cónyuges que tenían la intención de unirse a la Orden de monjes y monjas. 
A pesar de todo Rāhula se unió al grupo de monjes y partió junto a su padre. Poco después de la ordenación de Rāhula, Buda le enseñó la importancia de decir la verdad. Este discurso es conocido como el Rahulovada Sutta. Buda colocó la verdad como la más alta de todas las virtudes. 
Buda mostró un interés personal en el progreso espiritual del joven, dedicándole gran tiempo en impartirle sus enseñanzas. Rāhula posteriormente se convirtió en uno de los muchos arhants que siguieron las enseñanzas de Buda. A la edad de 21 años alcanzó la iluminación.

## Otros comentarios
En el Mūlasarvāstivāda-Vinaya, utilizado por los budistas tibetanos, se afirma que Rāhula fue concebido en la noche de la renuncia y que nació seis años más tarde, el día en que su padre logró la iluminación (también cuenta que el nacimiento coincidió con un eclipse lunar). 
En el Sutra del loto, Shakyamuni predice que Rāhula se convertirá en un Buda llamado "El Viajero de las siete joyas de loto".